# Бензотрихлорид
Бензотрихлорид, (также α,α,α-трихлорметилбензол, омега-трихлортолуол, трихлорфенилметан) — хлорорганическое соединение, с эмпирической формулой C7H5Cl3.

## Физико-химические свойства
Бензотрихлорид представляет собой бесцветную или слегка желтоватую маслянистую жидкость с резким запахом, очень плохо растворимую в воде, хорошо в органических растворителях: в этаноле, диэтиловом эфире, бензоле, хлороформе.

## Получение
Лабораторный метод получения бензотрихлорида основывается на исчерпывающем хлорировании толуола в присутствии трихлорида фосфора:
{\displaystyle {\mathsf {C_{6}H_{5}CH_{3}+3Cl_{2}{\xrightarrow[{}]{PCl_{3},t}}C_{6}H_{5}CCl_{3}+3HCl}}}.
В промышленности в основном бензотрихлорид получают жидкофазным хлорированием толуола в присутствии азобисизобутиронитрила:
{\displaystyle {\mathsf {C_{6}H_{5}CH_{3}+3Cl_{2}{\xrightarrow[{}]{(CN)(CH_{3})_{2}CN=NC(CH_{3})_{2}(CN)}}C_{6}H_{5}CCl_{3}+3HCl}}}.
Также возможно получение бензотрихлорида при действии хлорирующих агентов (тионилхлорида, оксихлорида фосфора) на толуол:
{\displaystyle {\mathsf {C_{6}H_{5}CH_{3}+4SOCl_{2}\rightarrow C_{6}H_{5}CCl_{3}+2SO_{2}+3HCl+S_{2}Cl_{2}}}},
либо действуя на бензоилхлорид хлоридом фосфора (V):
{\displaystyle {\mathsf {C_{6}H_{5}COCl+PCl_{5}\rightarrow C_{6}H_{5}CCl_{3}+POCl_{3}}}}.

## Применение
Бензотрихлорид используется в синтезе ряда веществ: бензоилхлорида, бензотрифторида, бензойной кислоты, красителей, в качестве арилирующего агента.

## Безопасность
Токсичен. Вызывает поражение центральной нервной системы, почек. Хроническое отравление вызывает нарушение работы печени. 
Рекомендуемая ПДК в воздухе составляет 0,2 мг/м³.